# Муляны
Муляны — деревня в Фалёнском районе Кировской области. 

## География
Находится на расстоянии примерно 51 километр по прямой на юг от районного центра поселка Фалёнки.

## История
Деревня известна с 1747 года как починок Талицкой с 25 жителями мужского пола. В 1873 году отмечено дворов 29 и жителей 221, в 1905 44 и 283, в 1926 54 и 273, в 1950 44 и 140. В 1989 году было 145 жителей. До 2020 года входила в Талицкое сельское поселение Фалёнского района, ныне непосредственно в составе Фалёнского района.

## Население
Постоянное население  составляло 86 человек (русские 93%) в 2002 году, 46 в 2010.